# Église Saint-Pierre de Tonnerre
Pour les articles homonymes, voir Église Saint-Pierre.
L'église Saint-Pierre est une église catholique située à Tonnerre, en France. 

## Localisation
L'église est située dans le département français de l'Yonne, dans la commune de Tonnerre.

## Historique
Bâtie à partir du IXe siècle, elle a subi de nombreuses modifications avec sa façade de style baroque, elle domine la ville et offre un panorama. Elle a été quasiment détruite en 1556 par un incendie qui ravagea Tonnerre. À l'intérieur, se trouve un orgue dont le buffet date de 1616, une chaire à prêcher réalisée dans les années 1712-1713, et des vitraux datant du XVIe siècle et restaurés en 2003. Il ne reste plus rien de l’ancienne chapelle du XIe siècle.[réf. nécessaire] 

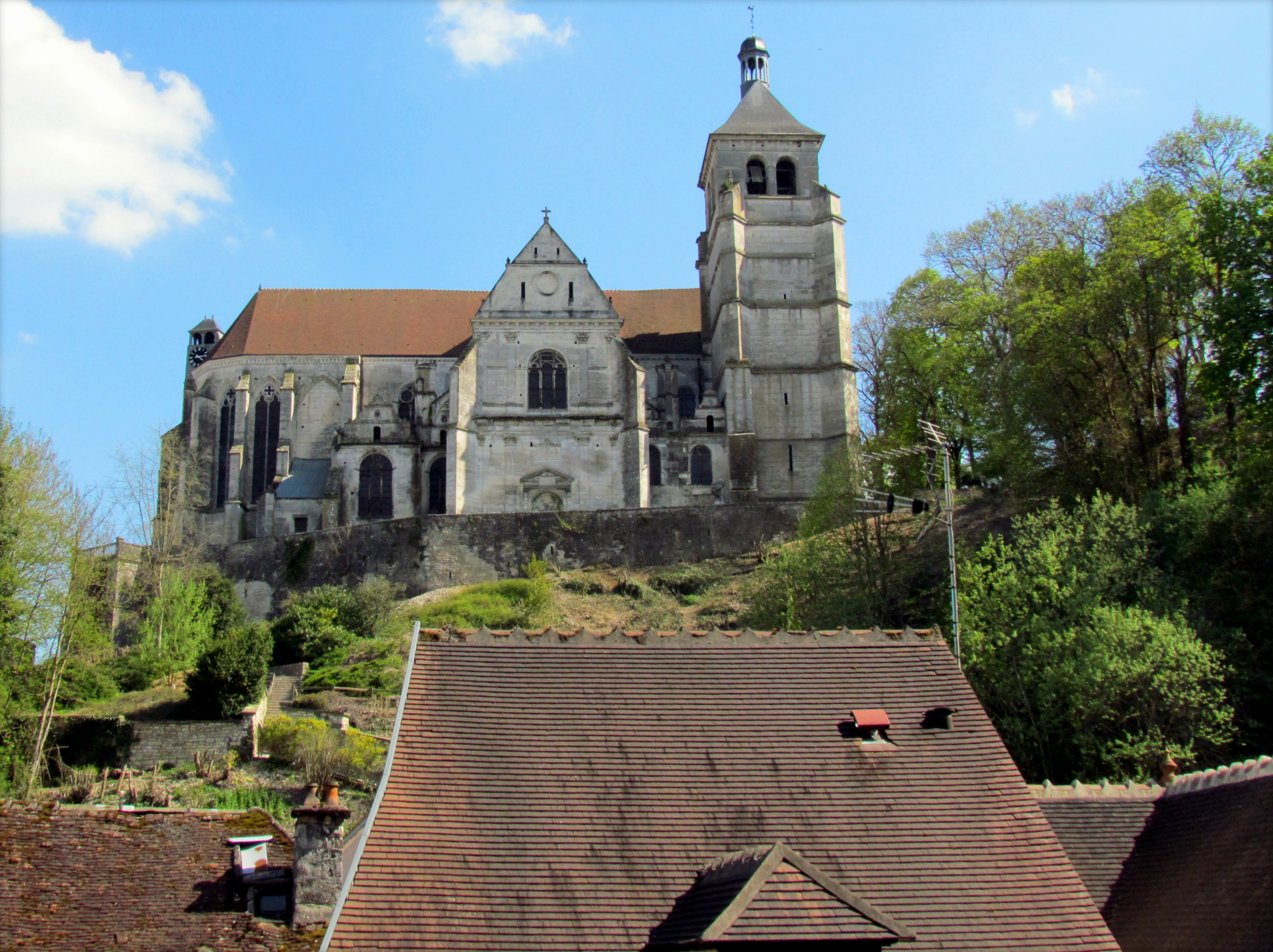
Côté nord.

L'édifice est classé au titre des monuments historiques en 1920.

## Description

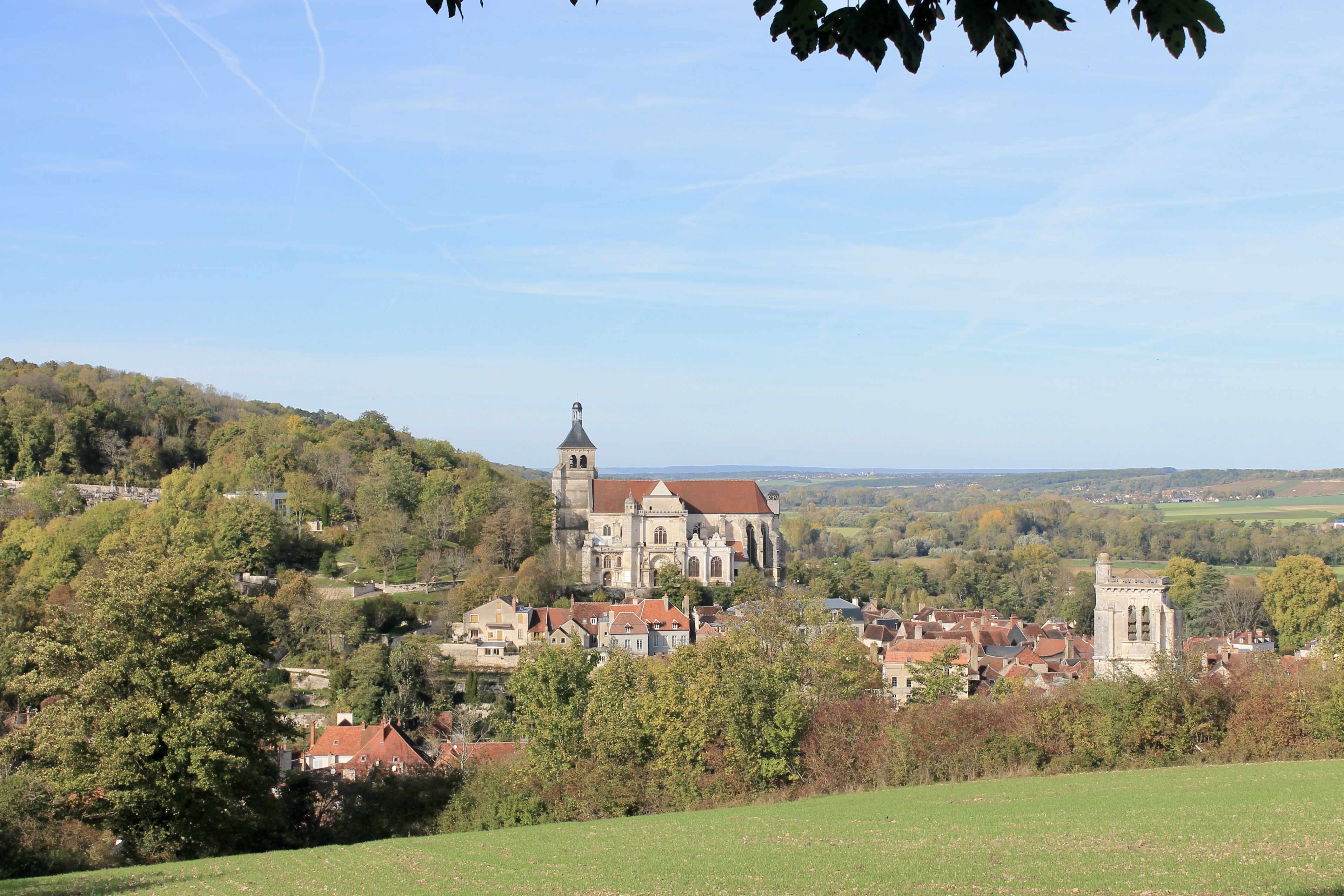
Vue de l'église Saint-Pierre depuis l'abbaye Saint-Michel de Tonnerre.

### Mobilier
Elle possède un ensemble de verrières remarquable, un tableau représentant Jésus devant Pilate,  l'Ecce Homo, la Flagellation, la Crucifixion et la Résurrection et un autre tableau représentant Le Couronnement d'épines, la Crucifixion et la Descente de Croix, objets qui sont tous du XVIe siècle.[réf. nécessaire]

### Mobilier inscrit au patrimoine culturel
Elle possède un orgue de Jehan Gros de 1610 qui fut reconstruit en 1675 par Jean Dumont et Joseph de Saint-Martin, et les menuisiers Henri Lesourd, Jean Pavard et Jean Roy. La tribune et le buffet d'orgue sont décorés par les armes du roi, celles du pape ainsi que celles de Charles-Henri de Clermont, comte de Tonnerre. Un banc d'œuvre en quatre panneaux moulurés sont surmontés de médaillons contenant des têtes de moines et d'évêques datant du XVIIIe siècle y est visible ; la chaire à prêcher date du XVIIIe siècle.

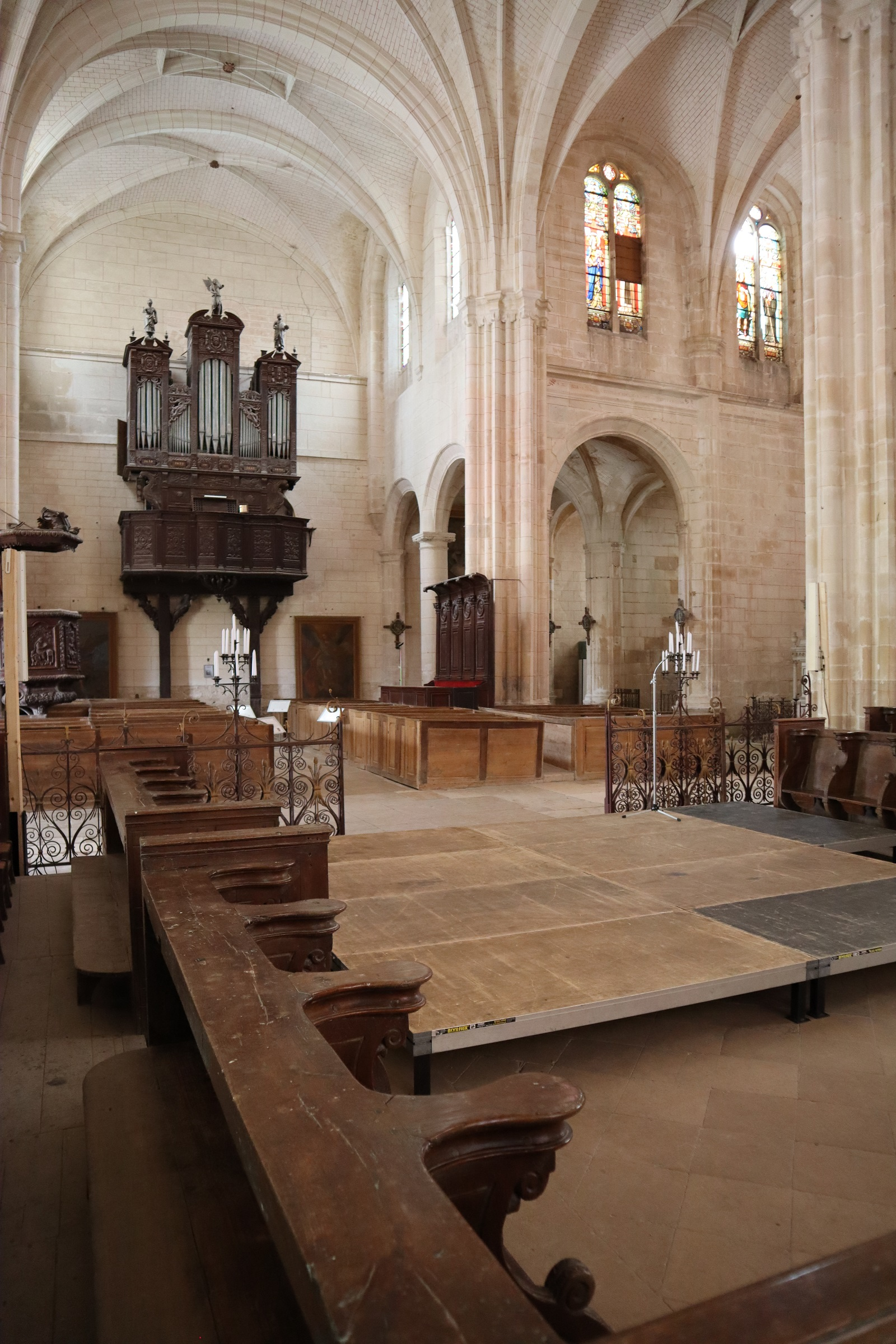
Orgues et nef,
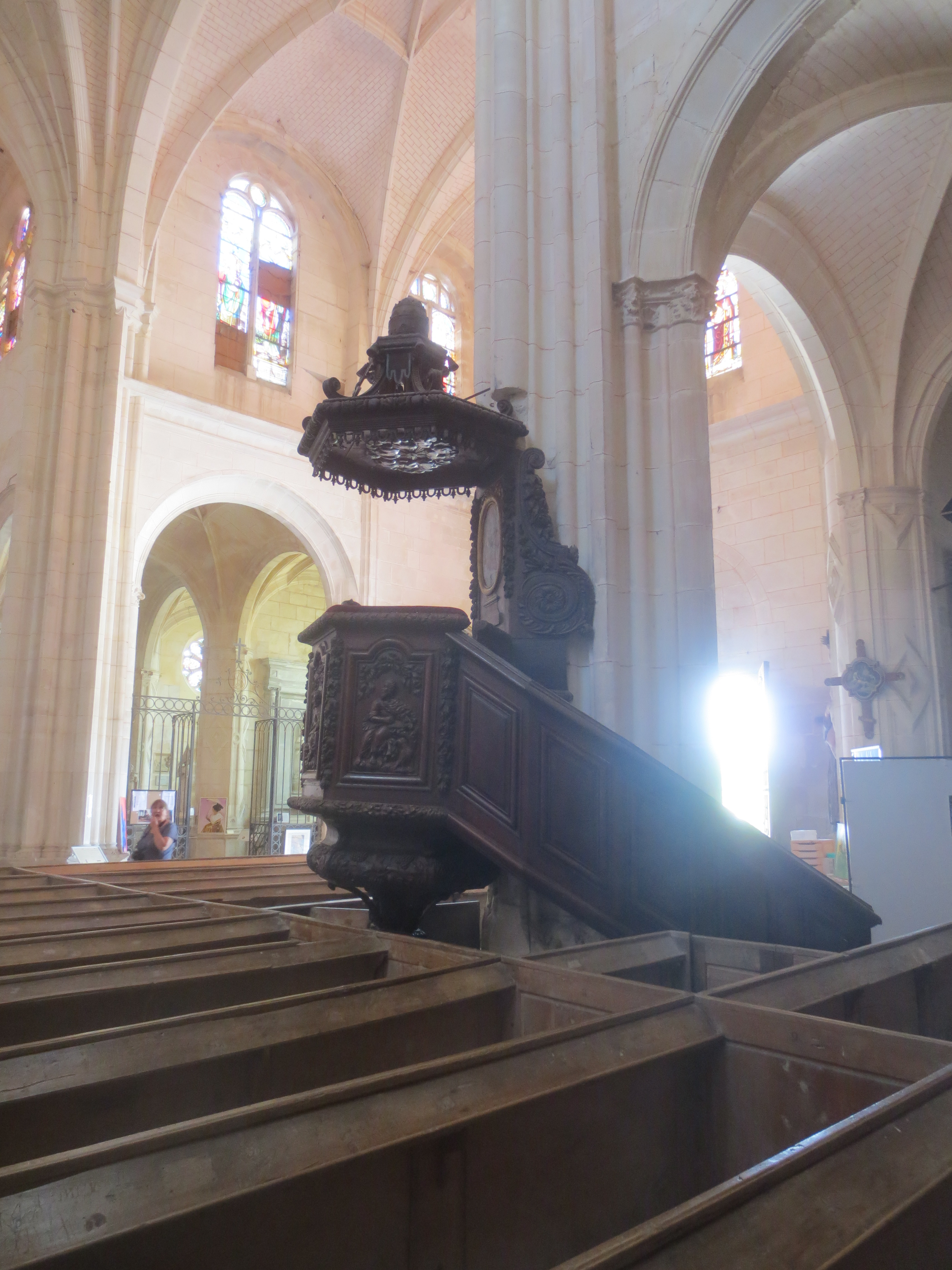
la chaire à prêcher,
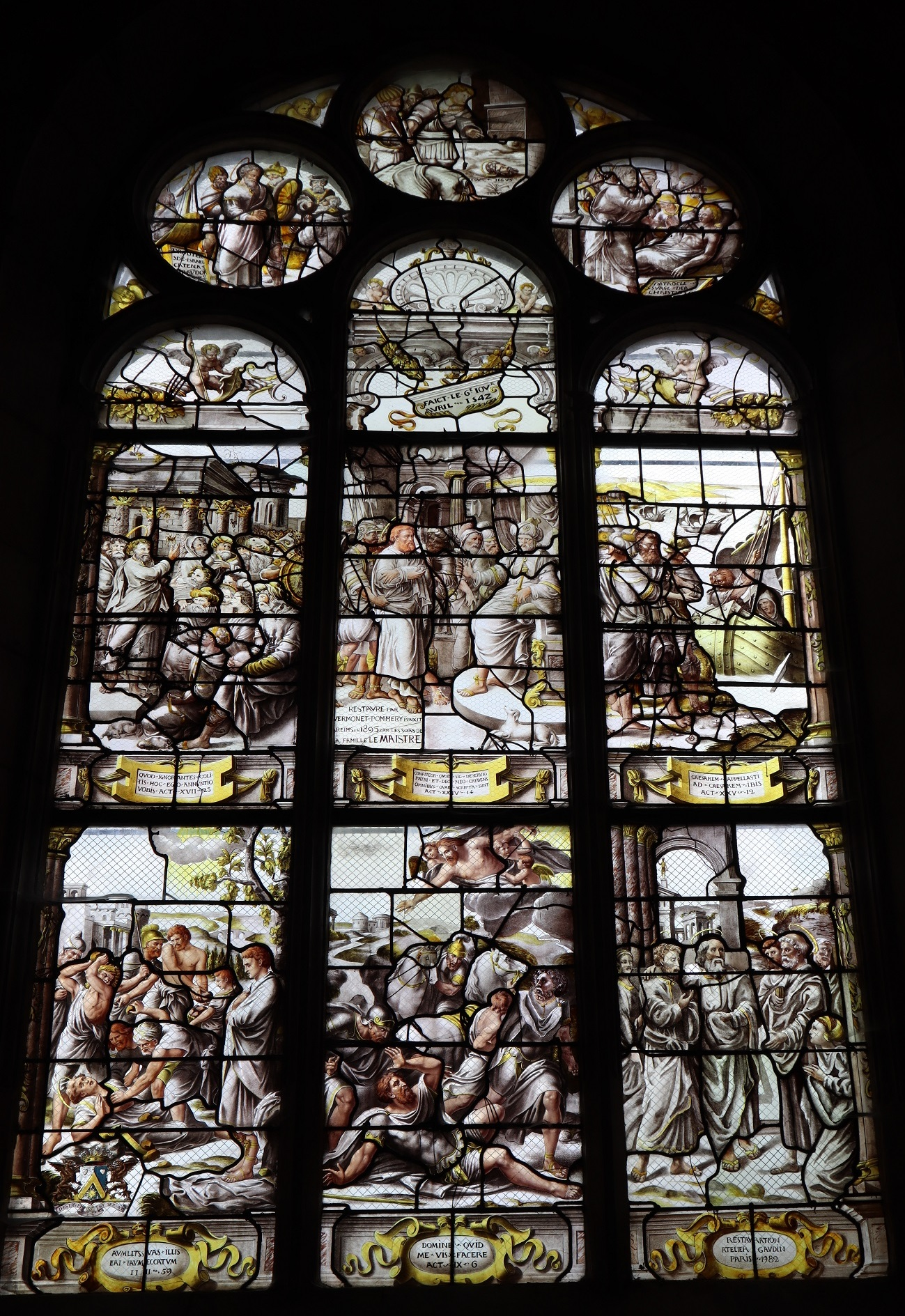
scène de la vie de Paul, verrière de 1542[8],
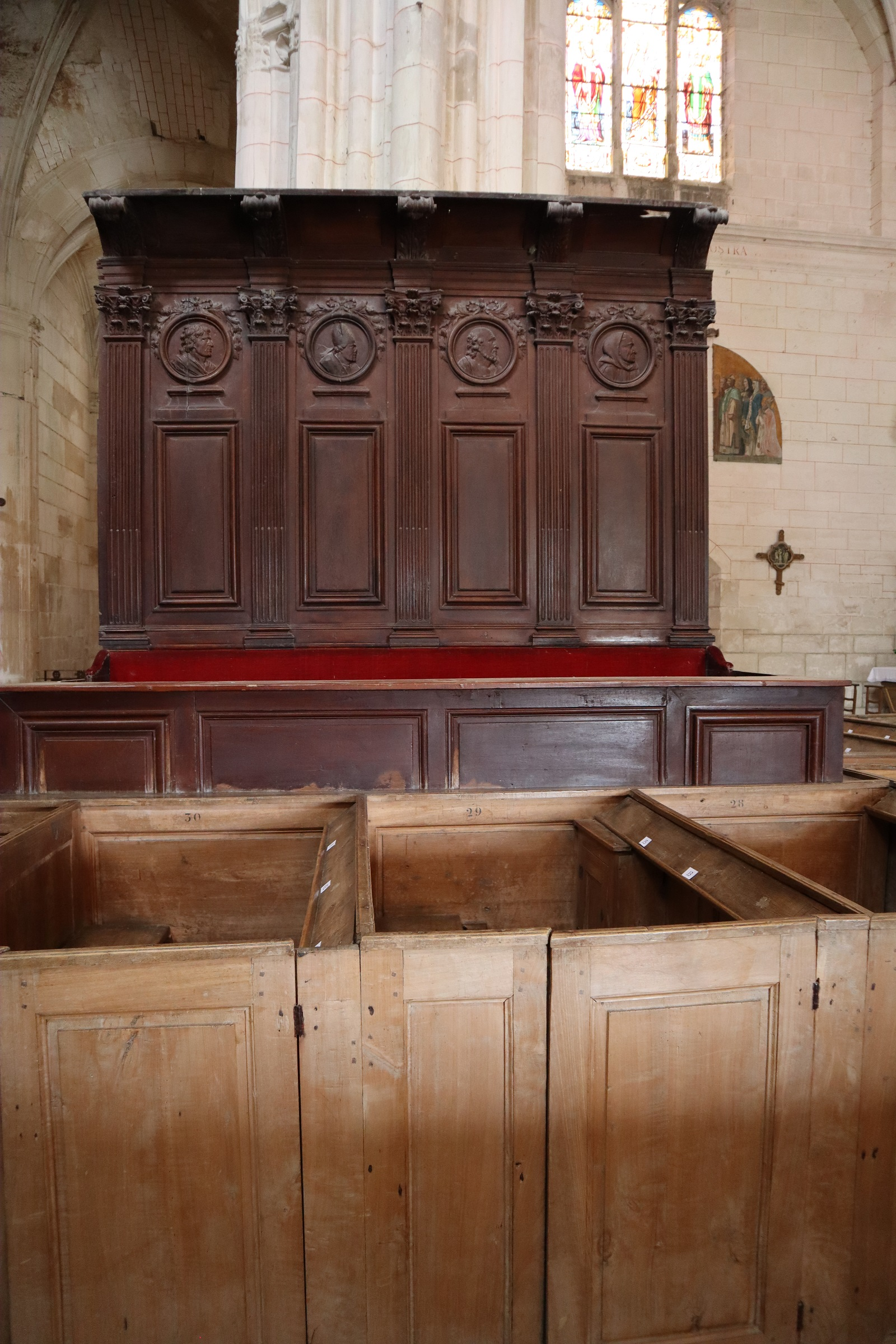
banc d'oeuvres classées[9].
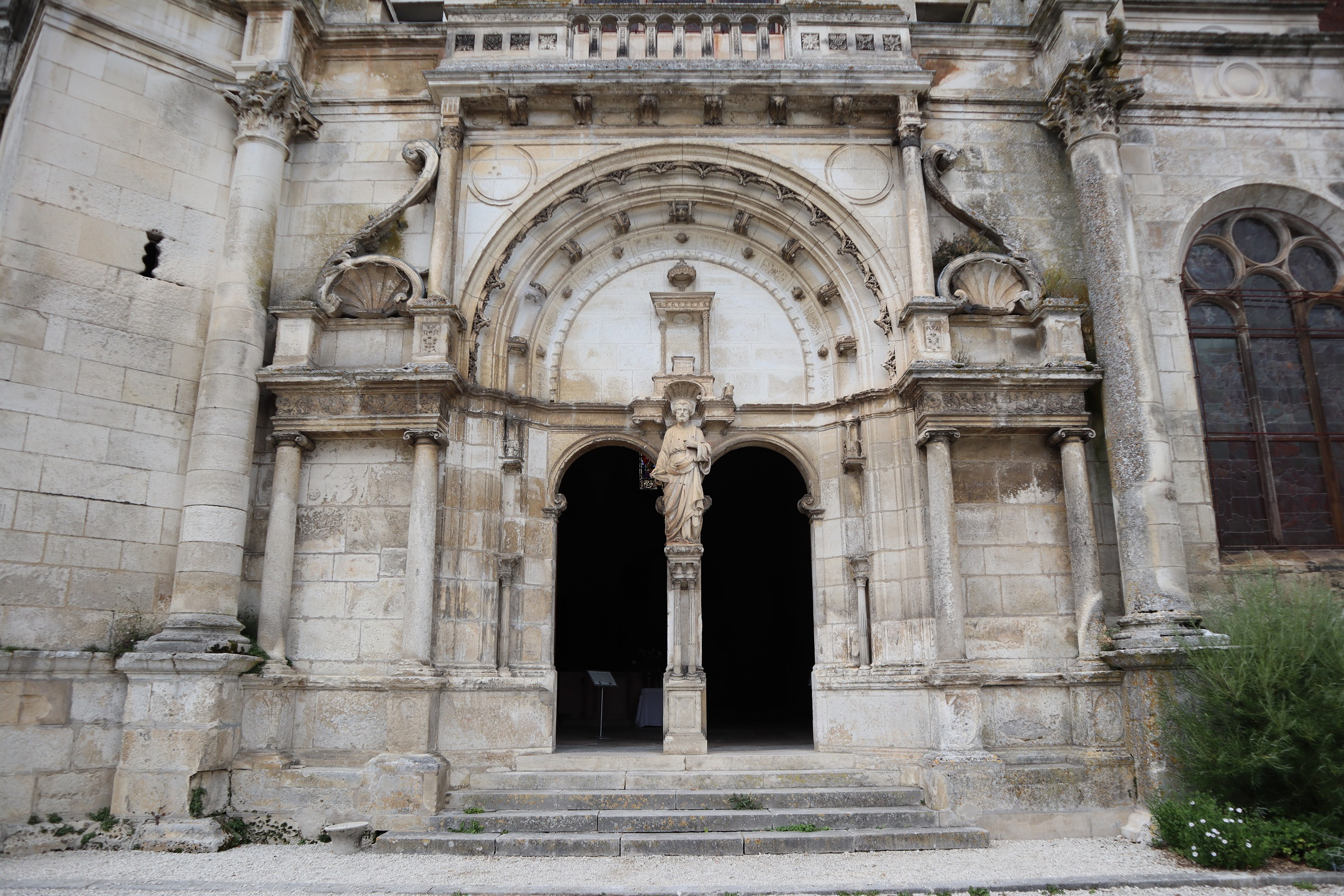
Deux
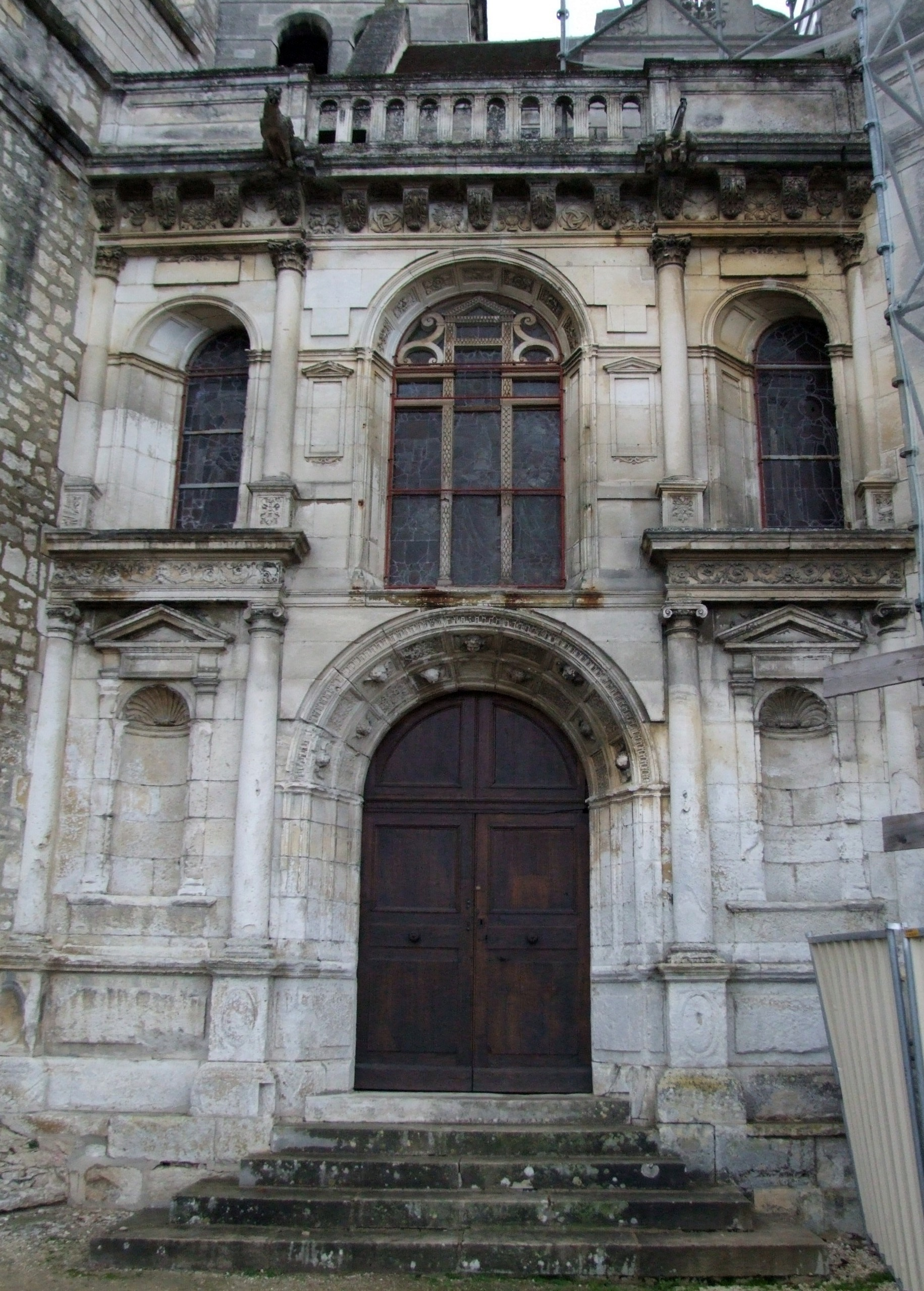
portails.